# Catherine Kollen
Catherine Kollen est une musicienne française, nommée directrice artistique de l'Atelier de recherche et de création pour l'art lyrique (Arcal) en 2009 en succession à Christian Gangneron, son fondateur en 1983,,.